# Castella de Aguada
Forte de Bandra o Forte de Bandorá, conocido localmente como Castella de Aguada (Castelo de Aguada, en maratí: वांद्रेचा किल्ला, en inglés: Bandra Fort), situado en el suburbio de Bandra, en la costa de Bombay, en el estado de Maharashtra, Bandra, Mumbai, en India. Se encuentra en Fin de la Tierra, en Bandra. Fue construida por los portugueses en 1640 como torre de vigilancia con vistas a la bahía de Mahim, el mar arábigo y la isla meridional de Mahim. El valor estratégico del fuerte aumentó en 1661, después de que los portugueses cedieran las siete islas de Bombay, situadas inmediatamente al sur de Bandra, a las posesiones inglesas de ultramar. El nombre indica su origen como lugar donde se disponía de agua dulce en forma de fuente ("Aguada") para los barcos portugueses que surcaban las costas en el período inicial de la presencia portuguesa. El fuerte se extiende en varios niveles, desde el nivel del mar hasta una altitud de 24 m. Castella de Aguada ha aparecido en varias películas hindi, como Dil Chahta Hai y Buddha Mil Gayaa. 

## Historia
Los portugueses, que habían establecido una base en la zona en 1534 tras derrotar a Bahadur Shah, construyeron varios fuertes marítimos a lo largo de la costa occidental de la India. Castella de Aguada era uno de esos fuertes estratégicamente situados, con vistas a la bahía de Mahim al sur, al mar arábigo al oeste, a las islas de Worli al sur y a la ciudad de Mahim al suroeste. El fuerte también protegía la ruta marítima del norte hacia el puerto de Bombay. Esta ruta marítima, un gran estuario, fue posteriormente ganada al mar en el siglo XIX. Durante el dominio portugués, estaba armado con siete cañones y otros más pequeños como defensa.Un manantial de agua dulce situado en las inmediaciones suministraba agua potable a los barcos que pasaban por allí, de ahí el nombre del fuerte.
Tras el declive de los portugueses a principios del siglo XVIII, los marathas se convirtieron en la mayor amenaza para las posesiones británicas. Presintiendo una inminente derrota portuguesa, los británicos demolieron parcialmente el fuerte como medida de precaución. La demolición obviaría la posibilidad de que el fuerte fuera capturado por los marathas, con la posibilidad de que fuera utilizado como base militar avanzada para atacar la Bombay británica.
En 1739, la isla fue invadida por los  marathas; estuvo gobernada por ellos hasta 1774, cuando los británicos tomaron posesión de la zona durante la primera guerra anglo-maratha. En 1830, los británicos donaron grandes partes de la isla de Salsete, a Byramjee Jeejeebhoy, un parsi filántropo. Jeejeeboy estableció entonces su residencia en la colina donde se encuentra el fuerte, y el cabo pasó a llamarse Byramjee Jeejeebhoy Point.

## Conservación

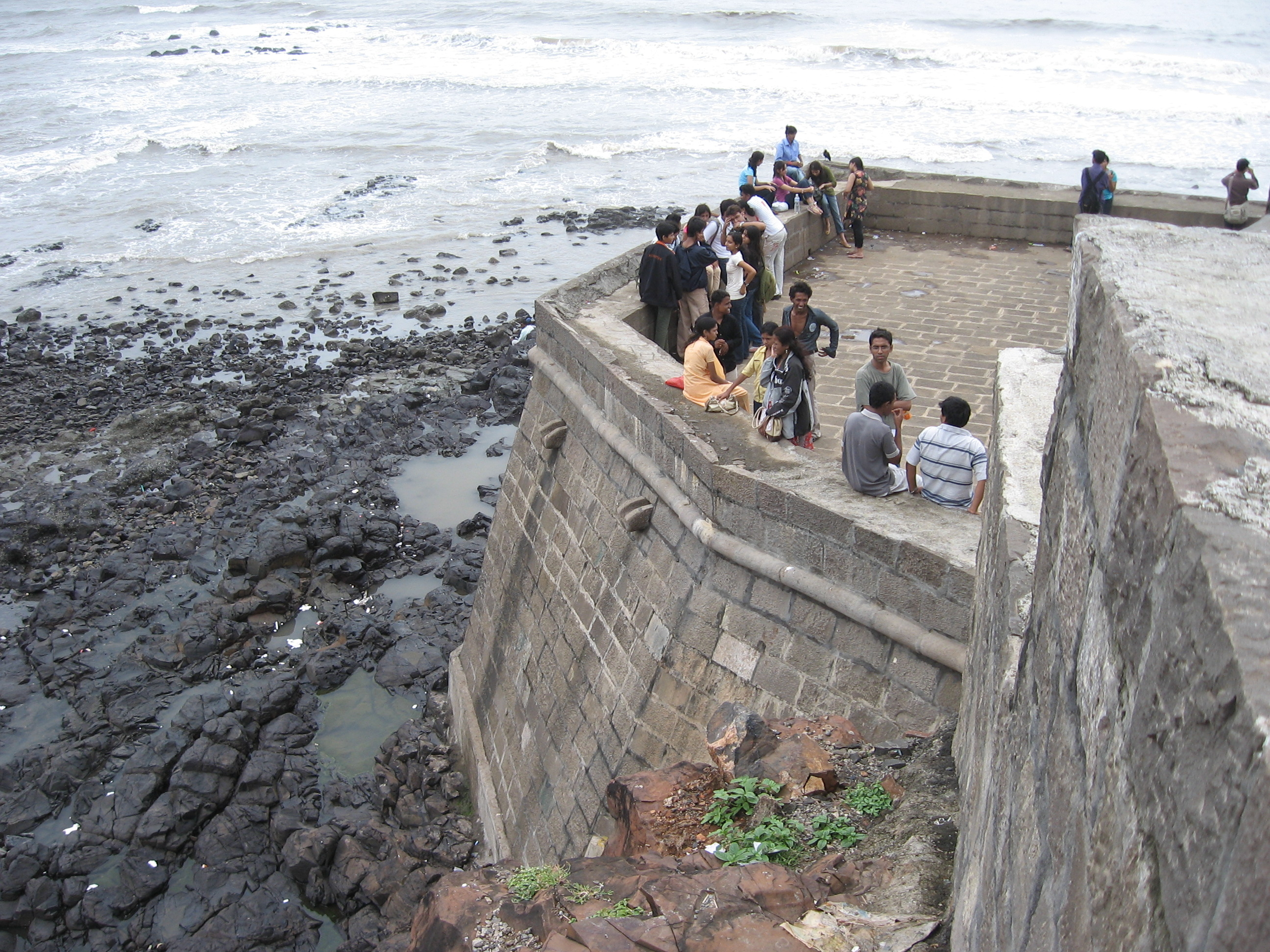
Aspecto de un baluarte.

En 2003, el Bandra Band Stand Residents' Trust puso en marcha un programa de conservación para salvar el fuerte. Fue encabezado por una diputada local, Shabana Azmi, que financió parte del esfuerzo con los fondos que tenía asignados. Se repararon el arco de ladrillo de una de las puertas, a punto de derrumbarse, y los cimientos de mampostería de la muralla del fuerte, en peligro de erosión por las mareas. El cercano hotel Taj Land's End se encarga de su mantenimiento, tras haberlo heredado de sus anteriores propietarios.
El fuerte es propiedad del Servicio Arqueológico de la India (ASI). La remodelación del fuerte incluye la conservación de las formaciones rocosas naturales, la construcción de senderos y la creación de un anfiteatro. El arquitecto encargado de la remodelación fue P.K. Das, que ya había rediseñado la zona de Carter Road Promenade.